# Широка поляна (язовир)
Вижте пояснителната страница за други значения на Широка поляна.
„Широка поляна“ е язовир в южна България, в землището на град Батак. Той е част от каскадата Баташки водносилов път и водите му се използват основно за производство на електроенергия и напояване в Пазарджишко-Пловдивското поле. Развити са риболовът и туризмът.

## Местоположение
Язовирът се намира в борова гора в Западните Родопи на около 30 km от Батак, на 46 km от Пещера и на 20 km от Доспат. Надморската му височина е 1500 m
Ограден е от 3 защитени местности: „Широка поляна“ от север-северозапад (с част от язовира), „Студената чучурка“ от юг-югозапад, „Кавал тепе“ от изток-североизток, изток и изток-югоизток.

## Описание
Язовирът е централен елемент на Хидровъзел „Широка поляна“, система от съоръжения, улавящи води от високите части на водосборните области на Доспат и Въча. Първоначално се планира системата да захранва с води каскадата „Доспат-Въча“, но впоследствие е решено, че е по-ефективно те да се прехвърлят към Баташкия водносилов път. Хидровъзелът е изграден през 1959 – 1962 година.
Язовирът събира води от система водохващания и деривации, част от които преминават през три малки изравнителя:
- „Дженевра“ – дневен изравнител на помпена станция, прехвърляща водите към язовир „Широка поляна“, с обем 90 хил. m³. Има стена със смесена конструкция (бетонногравитачна и каменнонасипна) с височина 6,4 m и дължина на короната 73,5 m.
- „Караджа дере“ (в област Смолян) – седмичен изравнител на помпена станция, прехвърляща водите към язовир „Блатото“, с обем 121 хил. m³. Има каменнонасипна стена с глинено ядро, височина 17,8 m и дължина на короната 71 m.
- „Блатото“ – седмичен изравнител прехвърлящ води към язовир „Широка поляна“, с обем 122 хил. m³. Има каменнонасипна стена с височина 9,2 m и дължина на короната 50 m.

Самият язовир „Широка поляна“ заема предишна пасищна долина и е образуван с изграждането на 5 отделни стени в различни негови краища:
- Бетонногравитачна стена на река Киреева с височина 21,2 m и дължина на короната 80 m
- Земнонасипна стена с височина 15,7 m и дължина на короната 186 m
- Земнонасипно-зидана стена с височина 3,8 m и дължина на короната 57 m
- Земнонасипно-зидана стена с височина 2,7 m и дължина на короната 38 m
- Земнонасипна стена с височина 3,55 m и дължина на короната 137 m

Заливната площ на язовира е 4,3 km², а завиреният обем – 24 млн. m³. Езерото е сравнително плитко, със средна дълбочина 6 m.
Язовир „Широка поляна“ е свързан като скачен съд с язовир „Голям Беглик“ чрез тунелна деривация, по която водите му се прехвърлят към Баташкия водносилов път.

## Риболов
Въпреки че бреговете на язовира са далеч от пътя и сравнително трудни за достигане, язовирът привлича много посетители и спортни риболовци поради наличието на различни видове риба:
- Речен кефал
- Американска пъстърва
- Балканска пъстърва
- Костур
- Шаран
- Сом
- Червеноперка
- Златиста каракуда
- Сребриста каракуда
- Бял амур

## Галерия
- Снимки на язовира